# Пастир (часопис 1868)
Пастир: лист за науку и књижевност духовног садржаја је први стручни часопис у Србији намењен православном свештенству. Излазио у Београду од 7. јануара 1868. до 24. децембра 1870.

## Историјат
Часопис је први стручни часопис у Србији који је намењен православном свештенству. Часопис је уређивао и издавао Никола Поповић. Први број је изашао 7. јануара 1868. године. Престао је са излажењем 24. децембра 1870. године. Он се сматра претечом листа Православље. Друге године излажења мислило се да ће престати са публиковањем, али се ипак први број 1869. године појавио 30. јануара.

### Штампарија
Штампан је у Београду, у штампарији Николе Стефановића.

### Периодичност излажења
На почетку је излазио сваке недеље, а од првог броја 1869. године три пута месечно.

### Тематика
Вера и добра дела  су били главни предмети у часопису.
- Историја српске цркве
- Моралне поуке
- Догматичне поуке
- Духовна књижевност

## ИзПастира
| „ | Штампали смо нешто више листова од сва три досадашња броја, него што је поручено. Ако још ко жели имати "Пастира", нека похити с претплатом. Ко нам се пријавио без новца, нека их одмах пошље, ако хоће да му и даље лист шаљемо. Уредништво "Пастира" | ” |

## Галерија
- Пастир, Јован Крститељ, број 1, стр.11, 1868.
- Пастир, насловна страна за 1869.
- Пастир, број 1, 1869.
- Пастир, број 2, 1869.
- Пастир, број 6, 1870.
- Пастир, број 8, 1870.
- Пастир, број 9, 1870.